# Гидроксид плутония(III)
Гидроксид плутония(III) — неорганическое соединение,
гидроксид плутония
с формулой Pu(OH)3,

не растворяется в воде,
образует кристаллогидраты — от светло- до грязно-голубого цвета.

## Получение
- Действие водных растворов аммиака или щелочей на кислые растворы соединений плутония(III):

{\displaystyle {\mathsf {Pu_{2}(SO_{4})_{3}+6NaOH+2xH_{2}O\ {\xrightarrow {}}\ 2Pu(OH)_{3}\cdot xH_{2}O\downarrow +3Na_{2}SO_{4}}}}
- Гидролиз горячей водой трифторида плутония:

{\displaystyle {\mathsf {PuF_{3}+3H_{2}O\ {\xrightarrow {70^{o}C}}\ Pu(OH)_{3}+3HF}}}
- Гидролиз водой нитрида плутония:

{\displaystyle {\mathsf {PuN+4H_{2}O\ {\xrightarrow {70^{o}C}}\ Pu(OH)_{3}+NH_{3}\cdot H_{2}O}}}

## Физические свойства
Гидроксид плутония(III) образует осадок от светло- до грязно-голубого цвета
состава Pu(OH)3•n H2O. Работать с гидроксидом плутония(III) можно только в инертной атмосфере, так как кислородом воздуха он быстро окисляется.
Не растворяется в воде, р ПР = 19,5.
Растворяется в избытке раствора карбоната калия.

## Химические свойства
- Свежеосаждённый гидроксид плутония(III) на воздухе быстро окисляется до гидроксида плутония(IV):

{\displaystyle {\mathsf {4Pu(OH)_{3}+O_{2}+2H_{2}O\ {\xrightarrow {}}\ 4Pu(OH)_{4}}}}
- Реагирует с кислотами:

{\displaystyle {\mathsf {2Pu(OH)_{3}\cdot xH_{2}O+3H_{2}SO_{4}\ \xrightarrow {} \ Pu_{2}(SO_{4})_{3}+(2x+6)H_{2}O}}}

## Применение
- Используется в лантан-фторидном методе разделения урана и продуктов деления.